# Christian Delphin Wexelsen
Christian Delphin Wexelsen (* 24. März 1830 in Østre Toten, Norwegen; † 4. Januar 1883 in Christiania, Norwegen) war ein norwegischer Landschaftsmaler der Düsseldorfer Schule.

## Leben
Wexelsen, eines von acht Kindern des Grundbesitzers Wexel Hansen Wexelsen (1784–1867) und dessen Ehefrau Marie Louise (1793–1873), besuchte ab 1850 die Königliche Zeichenschule Christiania unter David Arnesen (1818–1895). 1853 ging er nach Düsseldorf, wo er bis 1860 blieb. Dort war er in den Jahren 1855 bis 1859 an der Kunstakademie Düsseldorf eingeschrieben und Schüler der Landschafterklasse von Hans Fredrik Gude. Nachdem er 1860 nach Norwegen zurückgekehrt war, etablierte er sich als freischaffender Landschaftsmaler und beteiligte sich am öffentlichen Kunstleben der norwegischen Hauptstadt Christiania. Er war Mitglied der Christiania Kunstforening und einer dreiköpfigen Kunstjury dort. Wexelsen malte vor allem Landschaften aus den Niederungen Norwegens, durchaus aber auch Gebirgslandschaften, die anfangs unter dem nationalromantischen Einfluss seines Lehrers Gude standen, außerdem Porträts, insbesondere Bildnisse seiner Eltern. 1869 heiratete er Gunhild (geborene Voigt, 1843–1896). Er starb 1883 an Tuberkulose. Wexelsen war ein Bruder der norwegischen Schriftstellerin Marie Wexelsen (1832–1911) und Onkel des norwegischen Bischofs und Politikers Vilhelm Andreas Wexelsen (1849–1909).

## Werke (Auswahl)

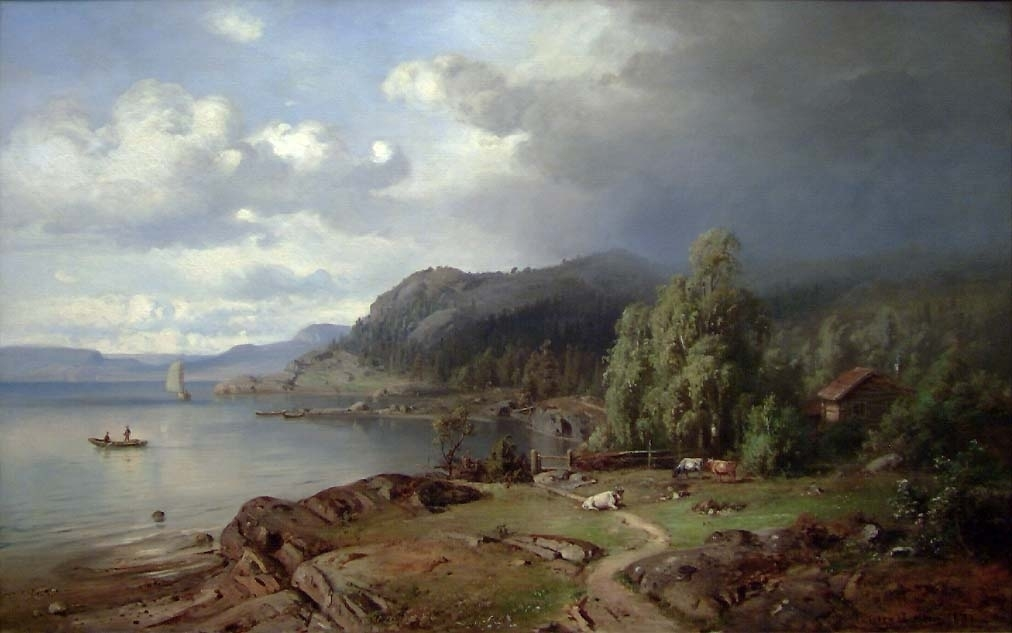
Parti fra Holmestand, 1871, Nationalmuseum Oslo

- Landskap, 1867, Nationalmuseum Oslo
- Parti fra Holmestrand, 1871, Nationalmuseum Oslo
- Fra Holmsbu, 1873, Nationalmuseum Oslo